# آرمیدا گابریلیان
آرمیدا سارگسی گابریلیان (ارمنی: Արմիդա Սարգսի Գաբրիելյան؛  ۱۶ ژانویهٔ ۱۹۴۷) یک بازیگر اهل ارمنستان است. وی از سال میلادی تاکنون مشغول فعالیت بوده است.

## زندگی‌نامه
وی در ۱۶ ژانویه ۱۹۴۷ در خناتساخ به دنیا آمد . وی از ۱۹۶۸ در |تئاتر دراماتیک ارمنی استپاناکرت فعالیت کرده است. وی همچنین برندهٔ جوایزی همچون هنرمند افتخاری جمهوری قره‌باغ کوهستانی شده است.